# Bauwerke in Hadamar-Steinbach
Der Ort Steinbach im hessischen Landkreis Limburg-Weilburg, heute ein Stadtteil der Stadt Hadamar wird vor allem von einer weitgehend geschlossenen historischen Bebauung entlang der Langstraße, der örtlichen Hauptstraße, geprägt.

## Ensemble Langstraße
Der rund 500 Meter lange, zentrale Abschnitt der Langstraße steht unter Ensembleschutz. Das Ensemble wird von giebelständigen Wohnhäusern durchgängig ähnlichen Formats als Bestandteile von Dreiseithöfen gebildet. Letztere variieren jedoch deutlich in ihrer Größe. Das Ensemble ist zwar durch Abrisse und erhebliche Umbauten mehrfach gestört, die Grundstückszuschnitte und auch die Ausrichtungen der neueren Gebäude entsprechen aber weitgehend noch dem historischen Stand, so dass eine vergleichsweise geschlossene Gesamtwirkung entsteht. Als Einzeldenkmäler sind innerhalb des Ensembles vor allem die Bauwerke mit noch sichtbarem Fachwerk geschützt.
Der ursprüngliche Ortskern lag westlich dieser heutigen Hauptstraße, wo sich auf dem bis heute genutzten Friedhof auch die 1880 errichtete und inzwischen abgebrochene Kirche befand. In der zweiten Hälfte des 17. Jahrhunderts bildete sich in der Nähe der Siedlung ein regional bedeutsamer Verkehrsknotenpunkt, an dem sich an der heutigen Nothelferkapelle die Routen aus dem Oberwesterwald (heute Langstraße), nach Wetzlar, Limburg (über die Lange Meil) und in Richtung Rhein (Hadamarer Straße) begegneten. Die Route nach Wetzlar ist heute nur noch ansatzweise in einem kurzen Teilstück der Kapellenstraße erkennbar. Ihr weiterer Verlauf direkt auf den Nachbarort Heckholzhausen zu kann heute aber noch anhand von Bodenverfärbungen in der Feldgemarkung abgelesen werden.
Der Ort verlagerte sich von der zweiten Hälfte des 17. Jahrhunderts an nach Osten und formte sich nördlich der Landstraßen-Kreuzung zum Straßendorf entlang der Langstraße um. Die verkehrsgünstige Lage führte auch zur Herausbildung eines jährlichen, überörtlich bedeutsamen Vieh- und Krammarkts von etwa 1770 an.

## Ensemble Hadamarer Straße

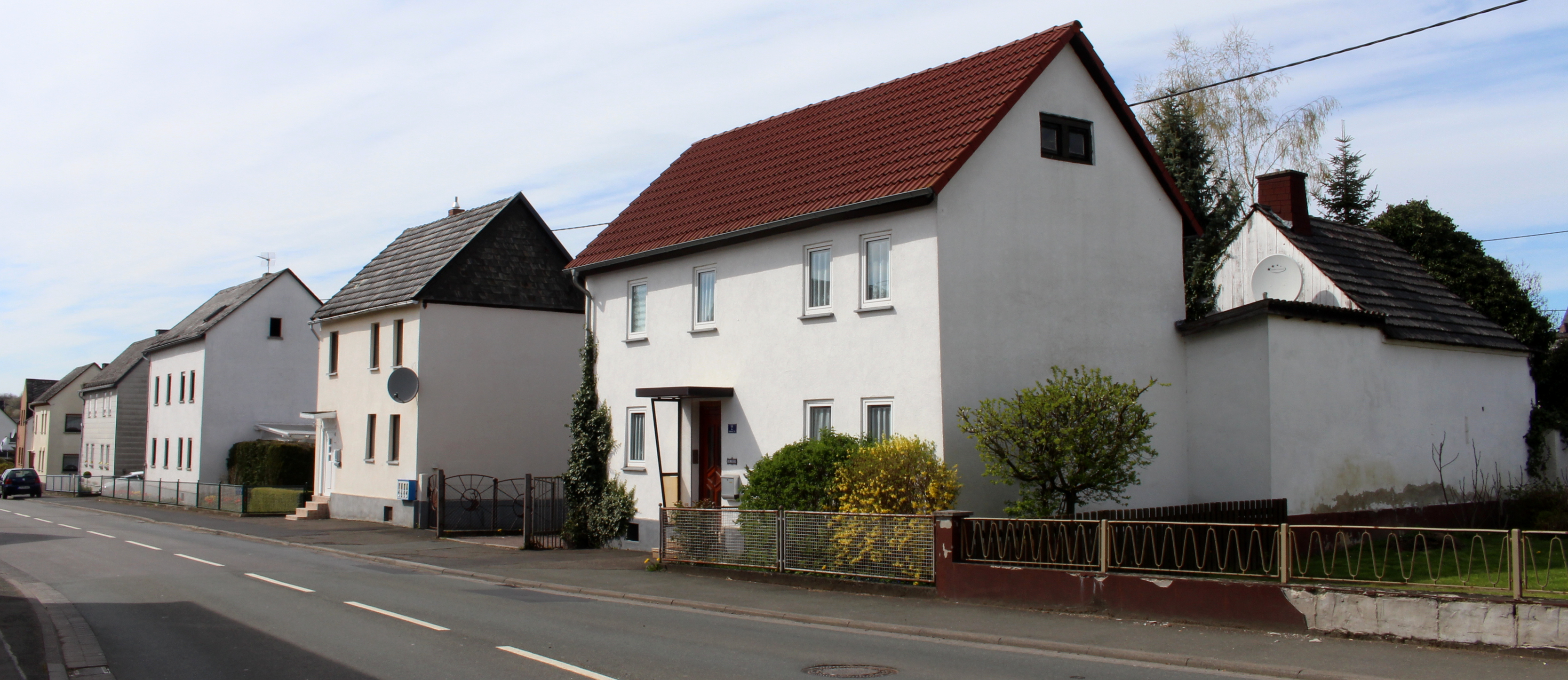
Denkmalgeschützte Hofzeile an der Nordseite der Hadamarer Straße

An der Hadamarer Straße bilden einige kleinere, traufständige, für das 19. Jahrhundert charakteristische Höfe ein weiteres Ensemble.

## Öffentliche Gebäude

### Kapelle der 14 Nothelfer

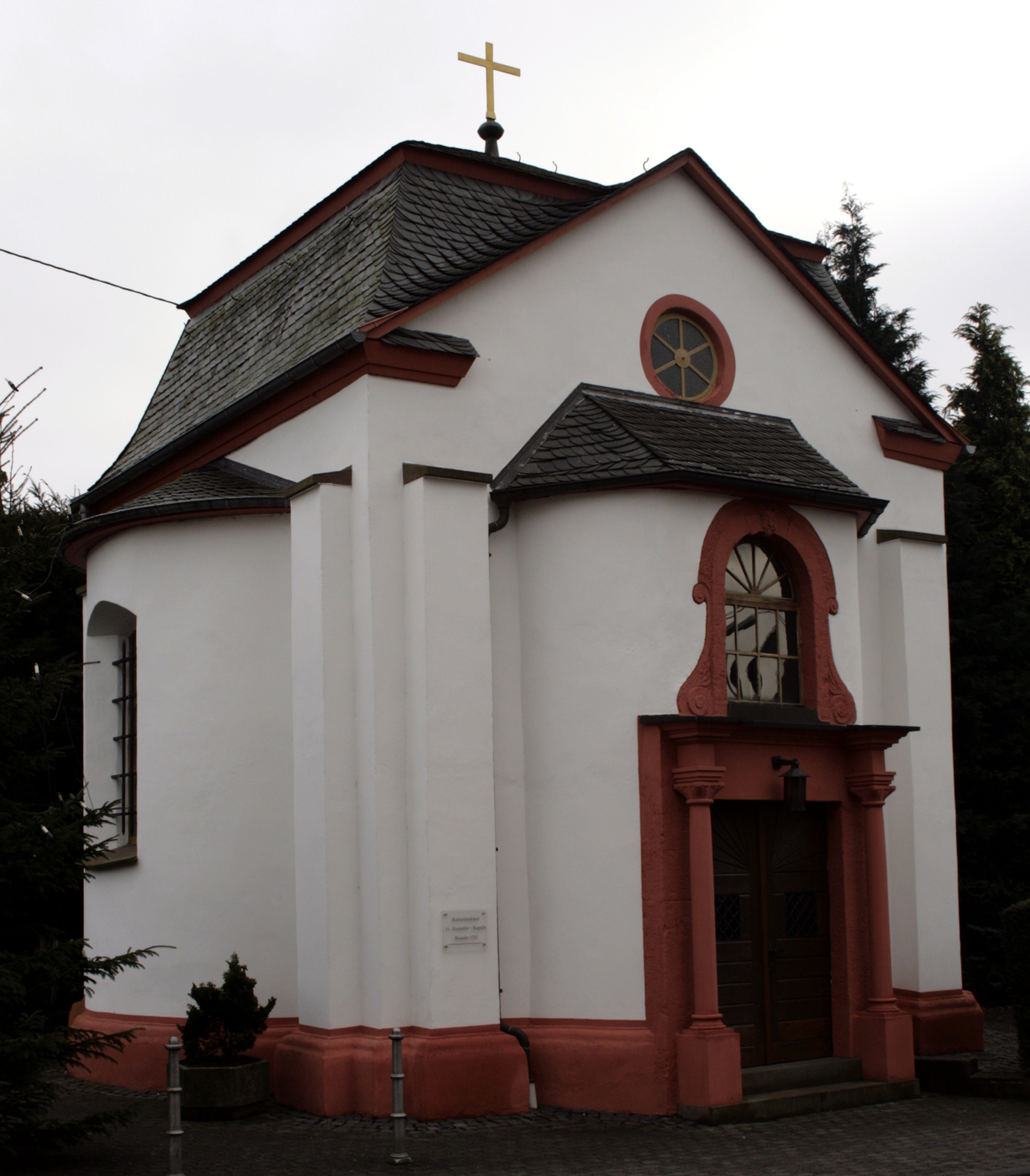
Nothelferkapelle

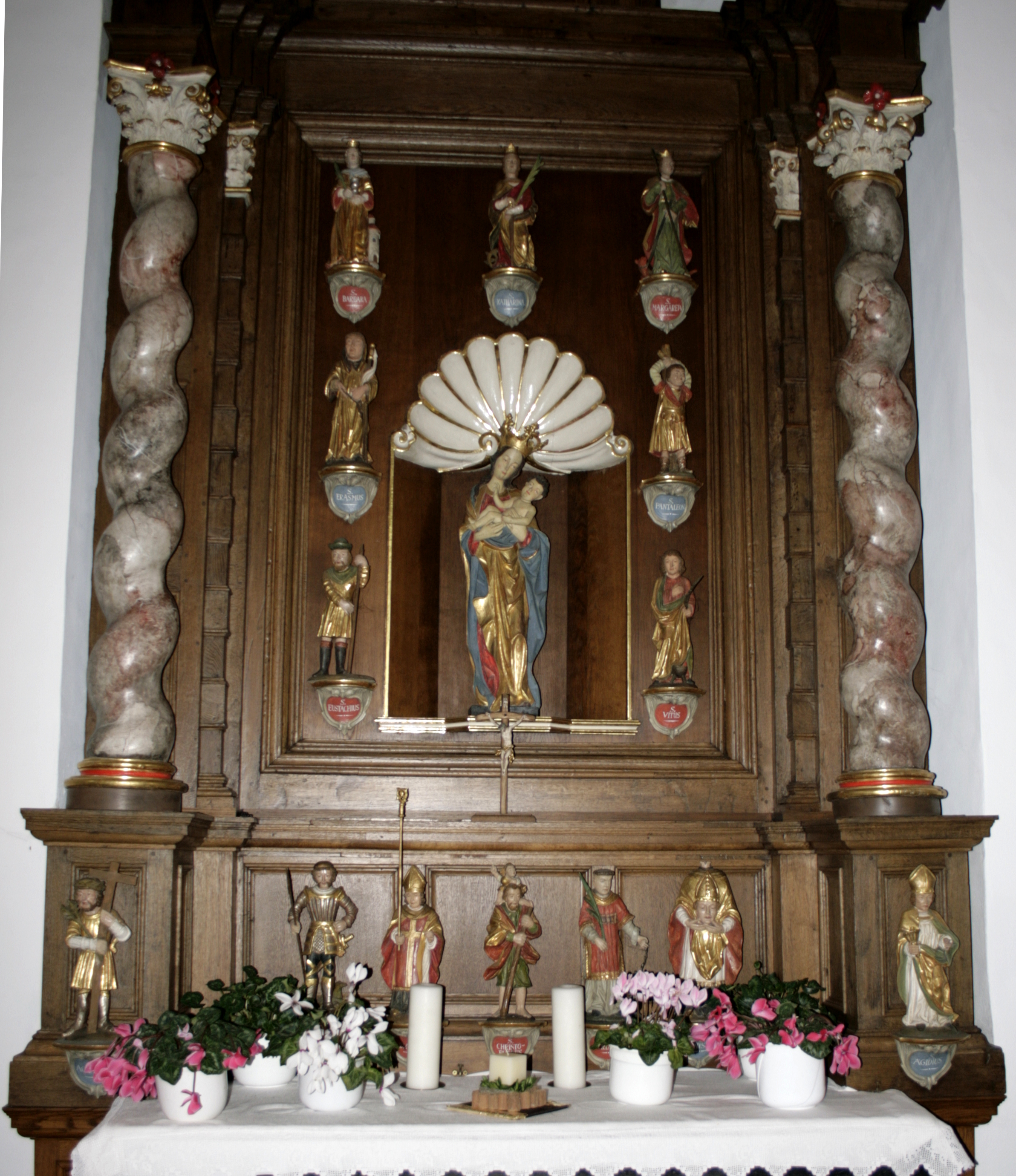
Altar in der Nothelferkapelle

An der zentralen Landstraßen-Kreuzung stiftete Fürst Franz Alexander von Nassau-Hadamar 1702 diese als quadratischer Zentralbau ausgeführte Kapelle, die 1707 fertiggestellt wurde. Der Baukörper wird von einem Mansarddach bedeckt. Das Portal ist als trapezförmiger Risalit mit einer säulenflankierten Tür und Oberlicht angelegt. Die übrigen Wände tragen halbrunde Konchen. Vor allem die Kapitelle der Säulen greifen auf romanische Formen zurück. Die Decke wird von einem Kreuzgratgewölbe getragen. Der Altar zeigt die Vierzehn Nothelfer und eine bäuerlich gestaltete Muttergottes.

### Grundschule

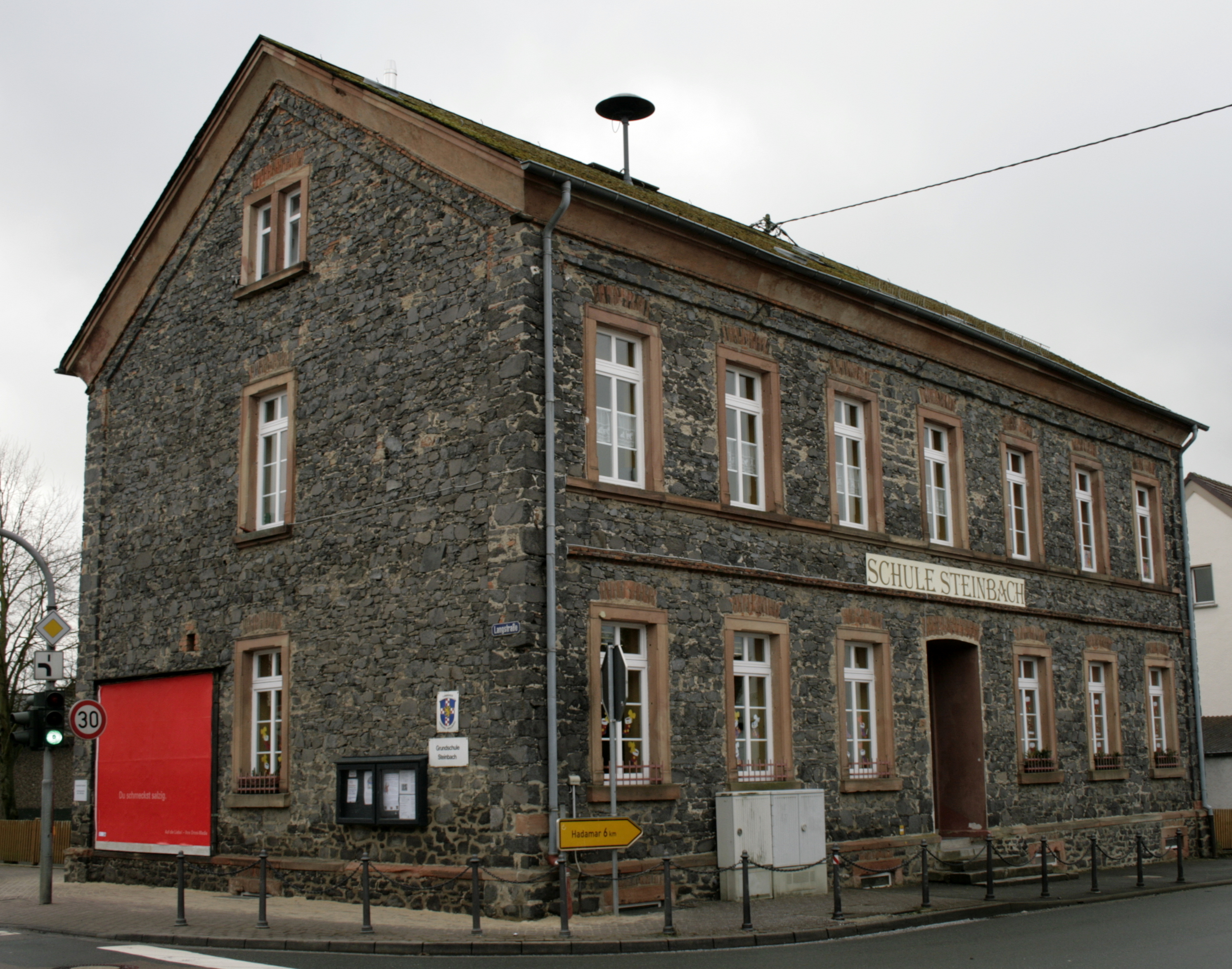
Grundschule

Der unverputzte, streng rechteckige Bau aus Basalt-Bruchsteinen der Region zeigt Stilelemente aus der Spätphase des Klassizismus. Er wurde 1848 errichtet. Neben dem mit dem Basalt kontrastierenden roten Sandstein der Fensterstöcke und einzelnen Elementen aus Backstein zieren Lisenen und Gesimse die Fassade. Die Position gegenüber der Nothelfer-Kapelle am Eingang der Hauptstraße hebt das Gebäude darüber hinaus hervor. Adresse: Langstraße 13

## Wohngebäude

### Langstraße 17

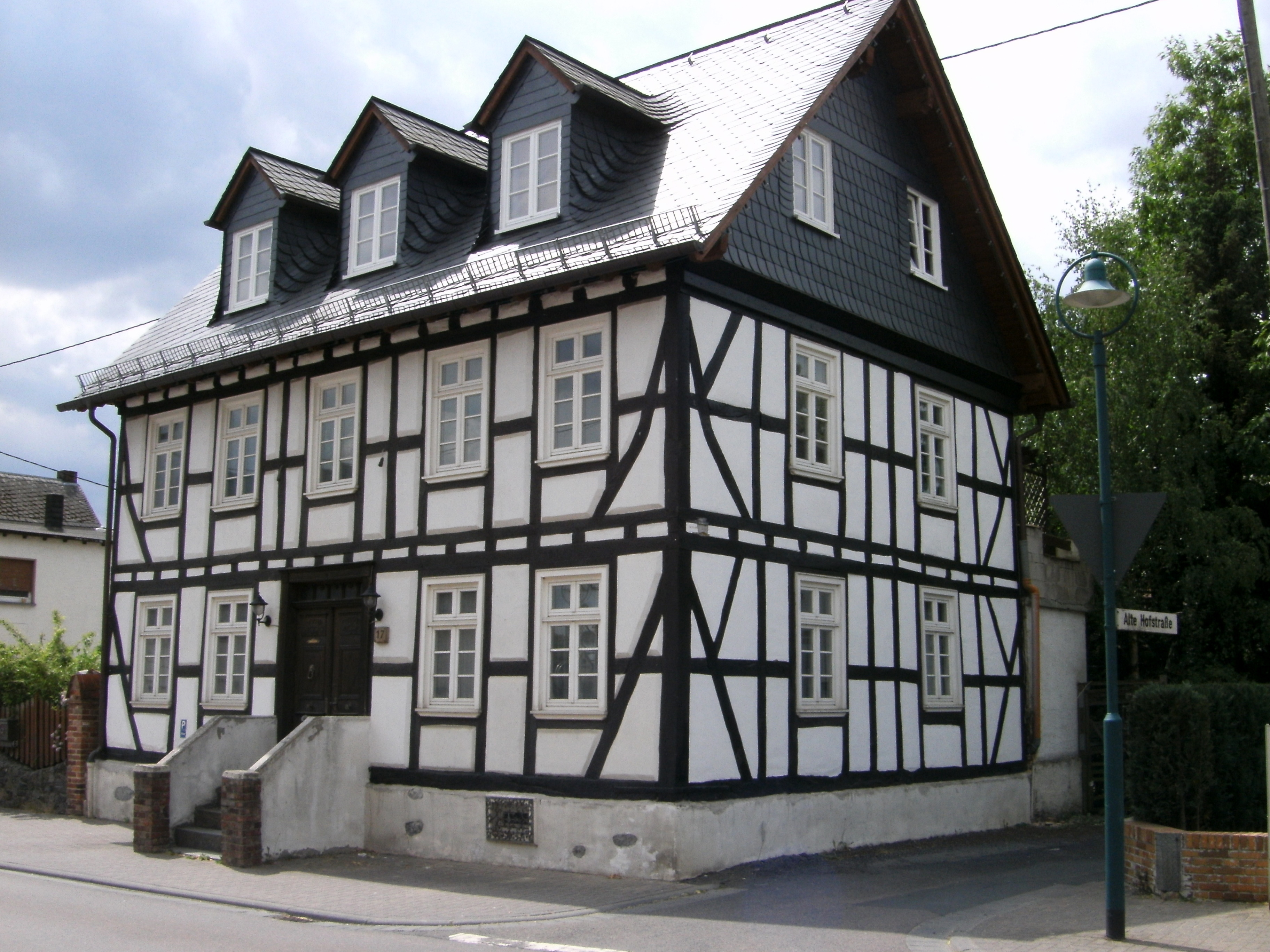
Langstraße 17

Der Fachwerkbau entstand Mitte oder Anfang des 19. Jahrhunderts und damit deutlich später als das übrige Langstraßen-Ensemble. Seine Traufseite ist, unterschiedlich zum Gesamtbild, zur Langstraße gedreht. Bis in die 1970er Jahre befand sich im Erdgeschoss rechts vom Eingang eine Kolonialwarenhandlung. Durch Verputz und ein deutlich erweitertes Fenster im Erdgeschoss war die Gesamterscheinung gestört. Die Fassade wurde zwischen 2000 und 2010 vollständig restauriert. Dabei wurden die beim vorangegangenen Umbau zusammengefassten beiden Fenster im Erdgeschoss rechts der Treppe wieder getrennt und es wurden Gauben auf dem Dach angebracht. Die Oberlichttür im Stil des Biedermeier mit davor liegender Wangentreppe trägt erheblich zum gesamten Erscheinungsbild bei.

### Langstraße 21

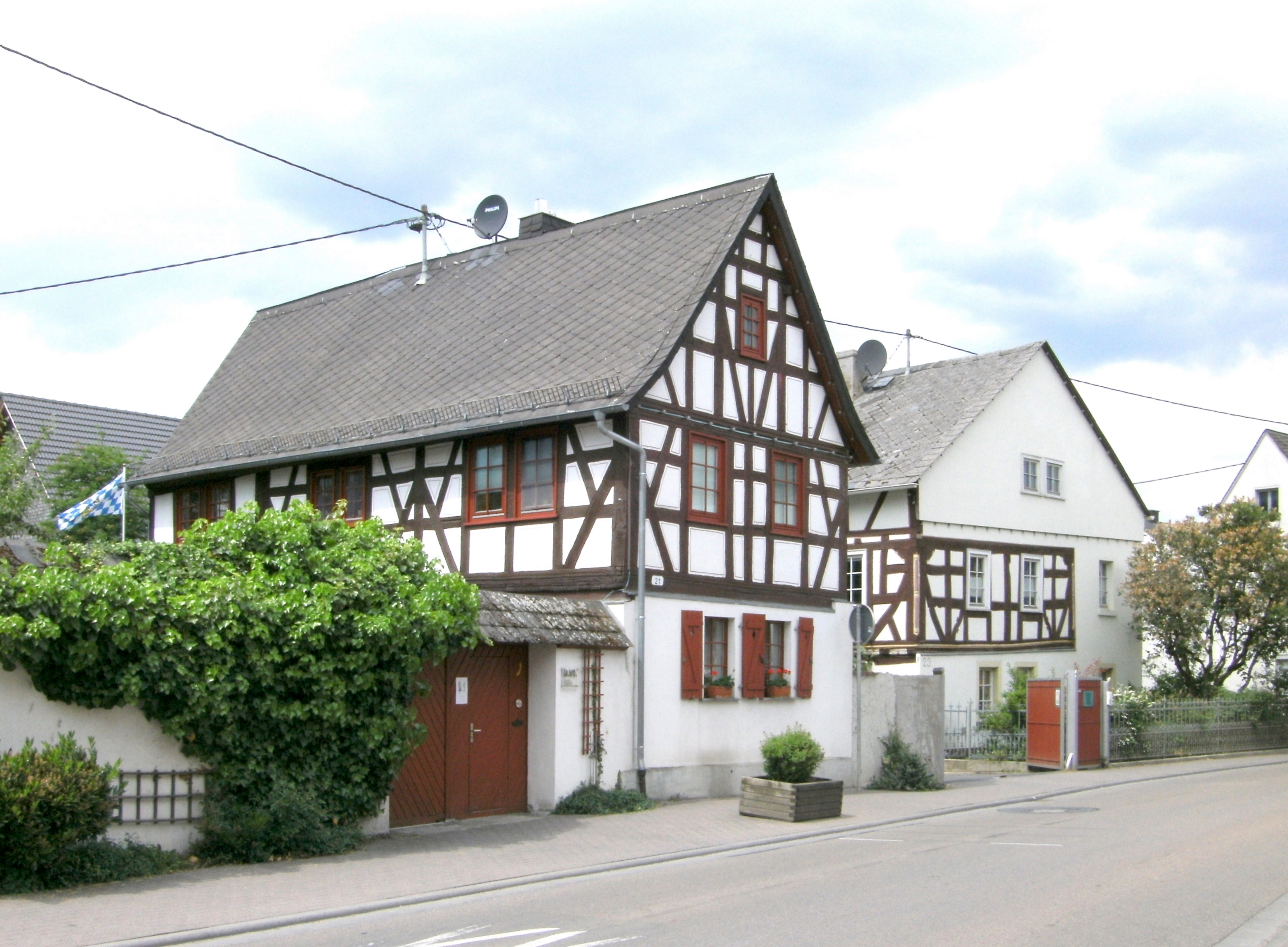
Haus Langstraße 21

Diese Hofreite ist, anders als die meisten alten Steinbacher Höfe, als Zwei- und nicht als Dreiseithof angelegt. Das Wohnhaus wurde um 1750 oder wenig später errichtet und später rückwärtig um ein Viertel erweitert. Das Fachwerk in einer relativ späten Ausführung dieser Bautechnik ist schlicht und klar strukturiert. Nur die Schwellen sind deutlich strukturiert.

### Langstraße 22

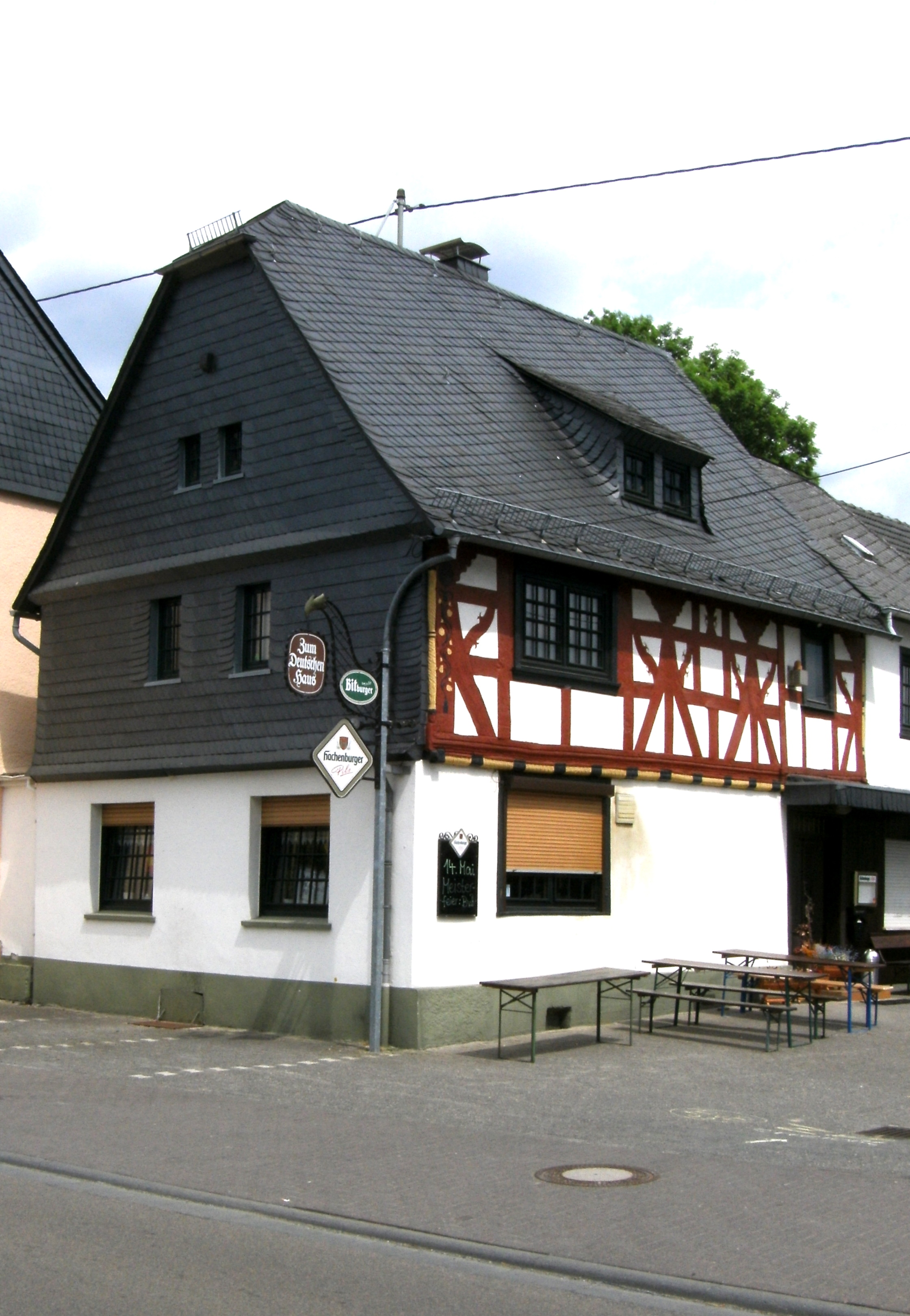
Langstraße 22

Das immer noch als solches genutzte Gasthaus wurde stark umgebaut, wodurch das ursprünglich wohl um 1700 errichtete Fachwerk im Erdgeschoss zerstört und am Giebel deutlich verändert wurde. Nach 1994 wurde das Fachwerk an der Giebelfassade mit Schieferplatten überdeckt. Daher ist von der Schnitzerei an der vorderen Kante lediglich noch die hofseitige Hälfte sichtbar. Besonders stechen die wiederholten Mann-Formen an der Seite hervor. Weitere markante Baudetails sind der mit einer Säule und Ranken beschnitzte Eckständer und das hohe Krüppelwalmdach.

### Langstraße 26

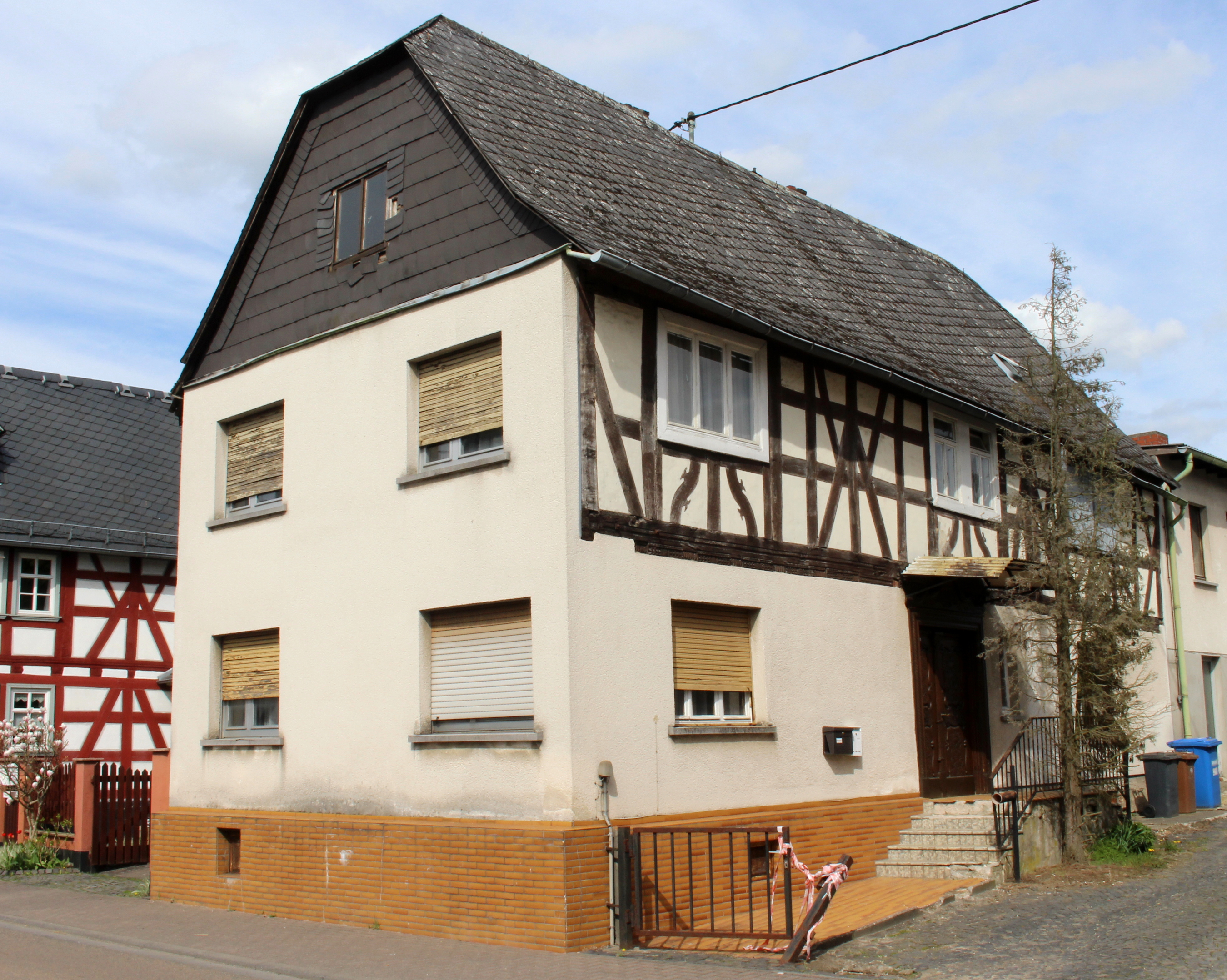
Langstraße 26

Einer Schnitzerei über dem Eingang zufolge wurde dieses Gebäude 1774 im Auftrag des fürstlichen Jagdverwalters von Hadamar, Ferdinand Bock, errichtet. Seinem Sohn, Paul Bock, diente das Gebäude als Bauernhof-Haupthaus. Das Fachwerk ist weitgehend verputzt. Die sichtbaren Segmente im Obergeschoss zeigen zeittypische Formen. Lediglich die Brüstung ist stärker modelliert. Für die Fensteröffnungen wurde das originale Fachwerk umgestaltet. Die Haustür zeigt Elemente des Rokoko und wird von einem kleinen Schweifgiebel gekrönt.

### Langstraße 28

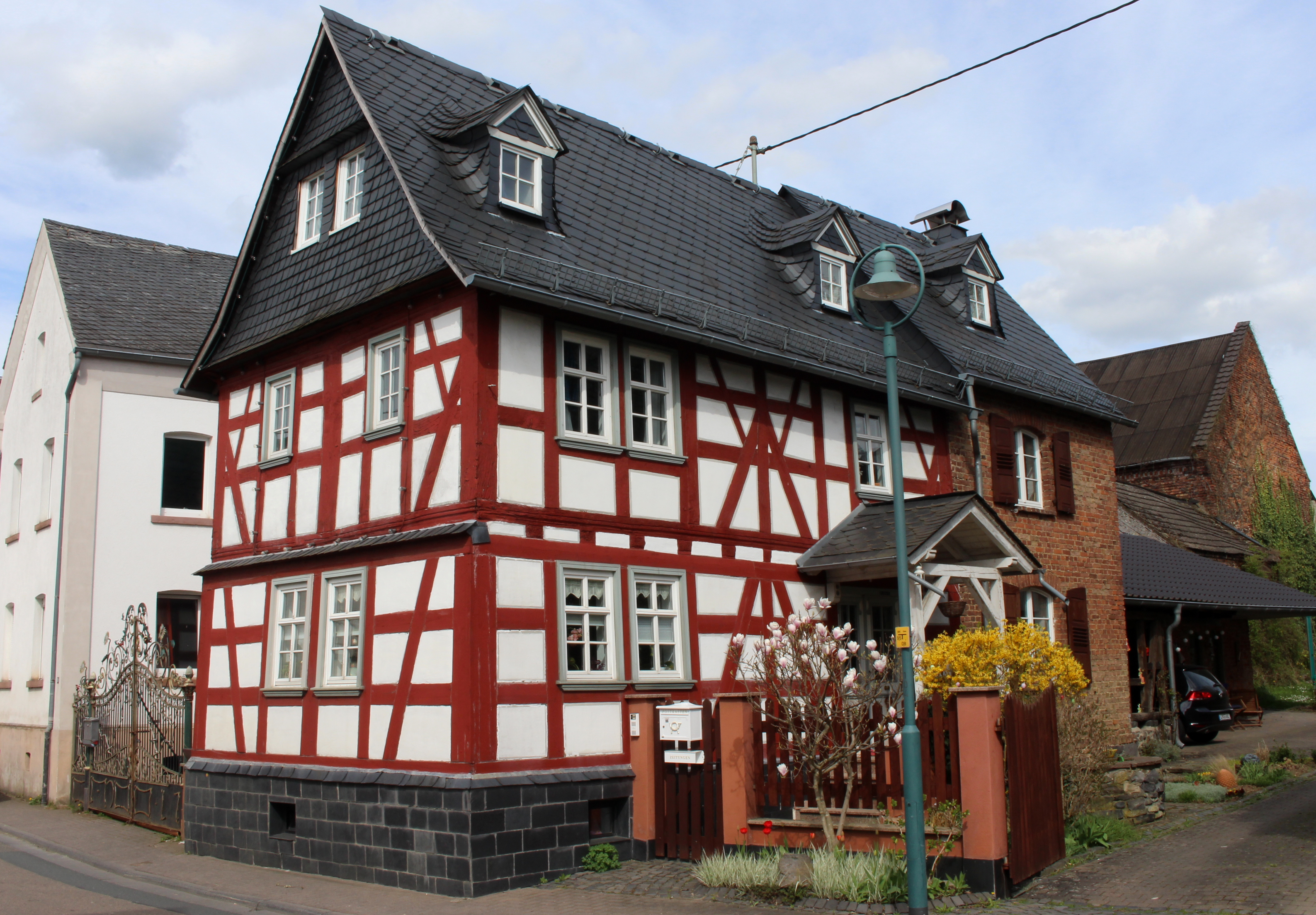
Langstraße 28

Das Fachwerk dieses Baus aus dem 18. Jahrhundert, der später durch einen straßenabgewandten Anbau vergrößert wurde, ist heute hinter einer Verkleidung versteckt. Die Fenster entsprechen offenbar noch ihrer ursprünglichen Form. Auch die Geschoss- und Giebelüberstände sind trotz der Verkleidung klar zu erkennen.

### Langstraße 30

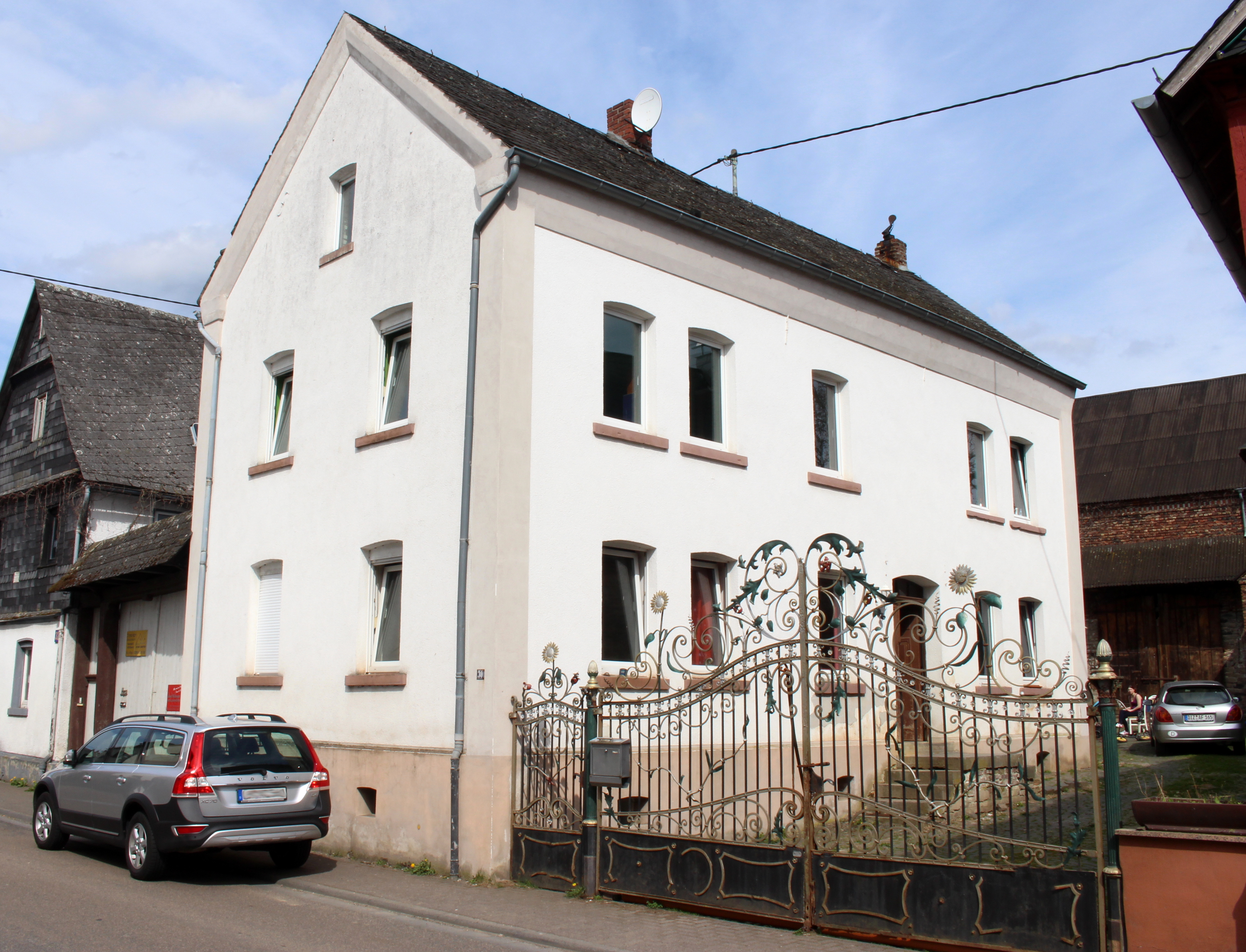
Langstraße 30

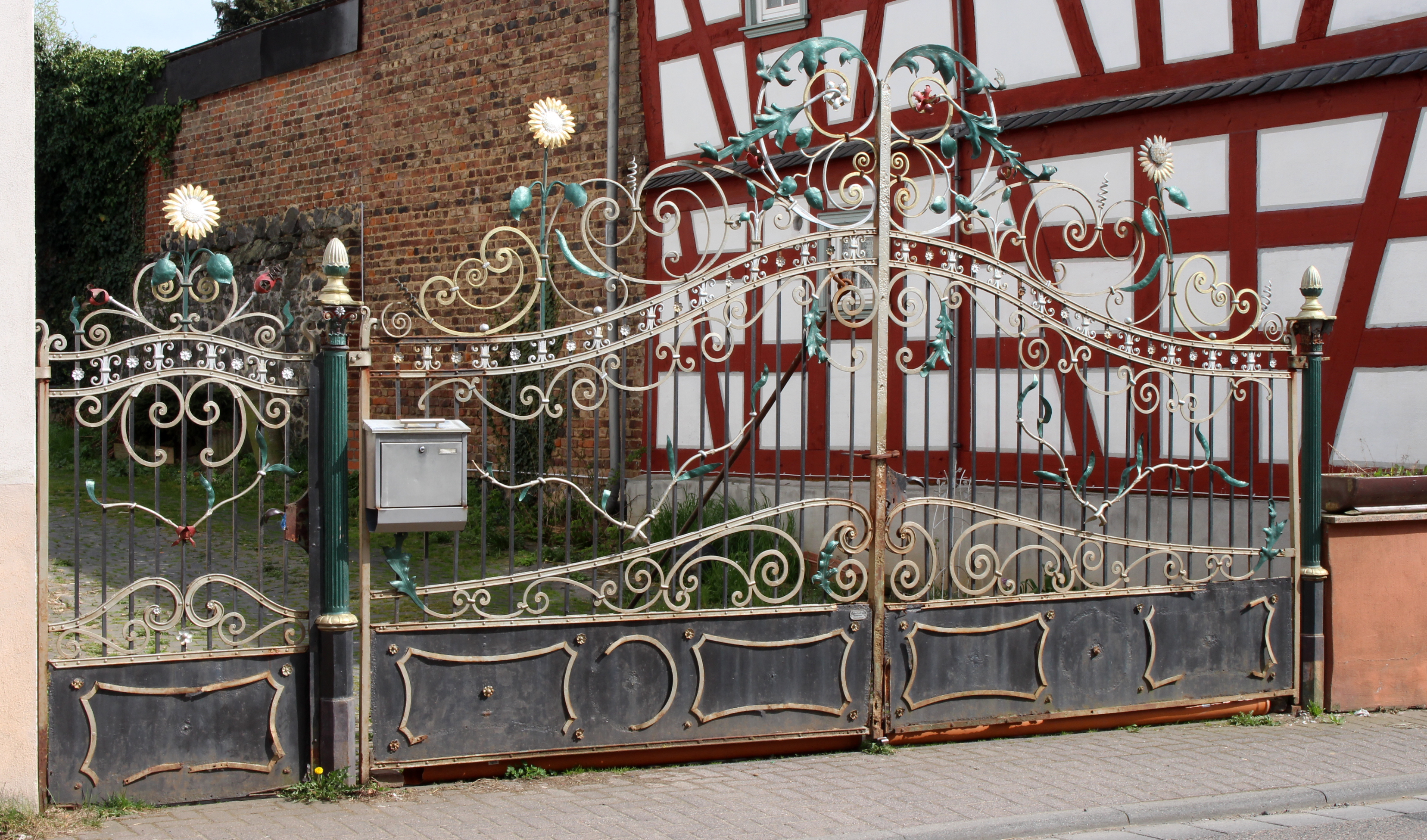
Hoftor am Anwesen Langstraße 30

Das aus Feldbrand-Backsteinen errichtete Wohnhaus von 1907 unterbricht zwar das Fachwerk-Ensemble, aber die gesamte Hofanlage entspricht den Abmessungen der übrigen Dreiseithöfe. Eine Besonderheit ist das aufwändig gestaltete Hoftor mit gusseisernen Säulen und geschmiedeten Ranken- und Blumenornamenten.

### Langstraße 32

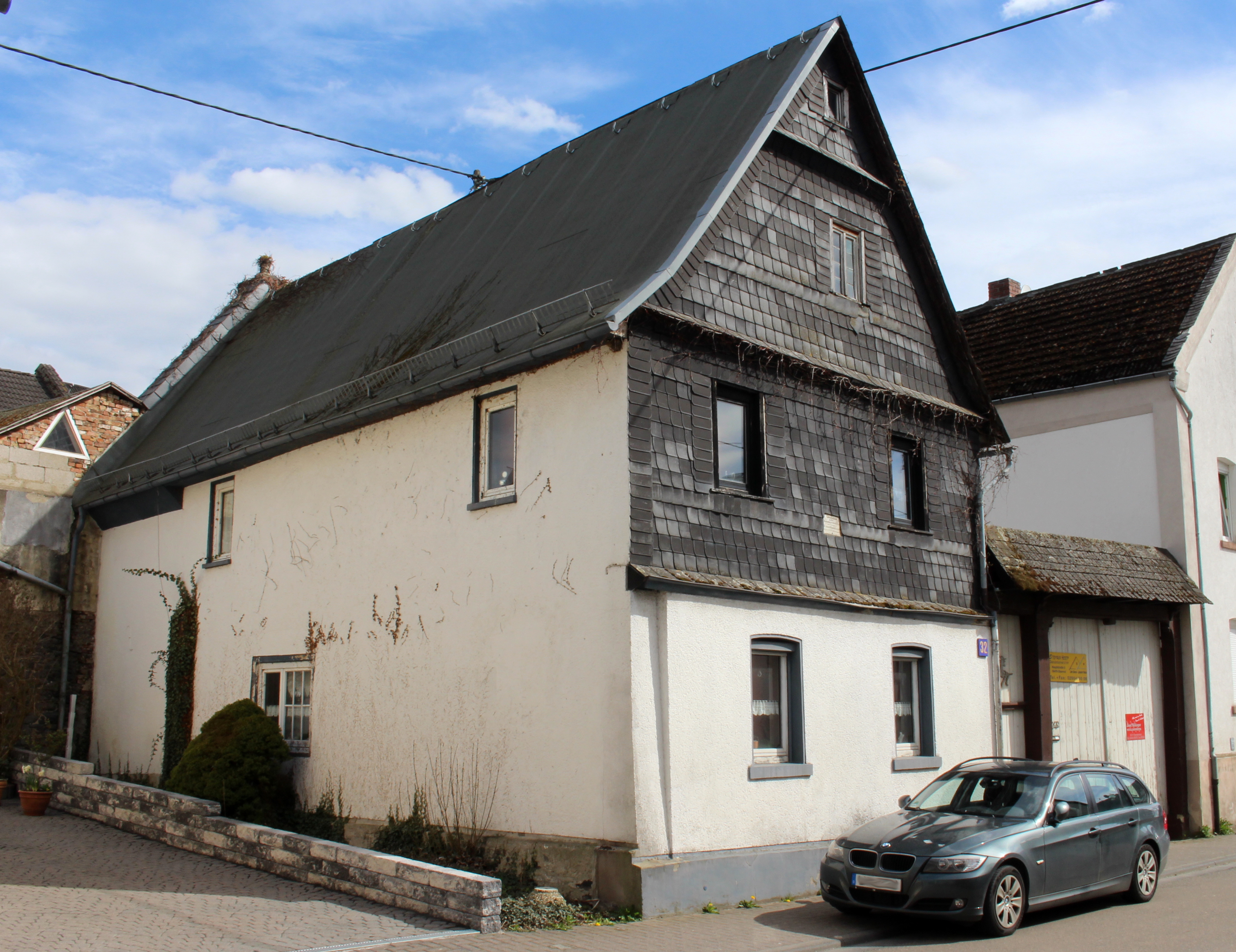
Langstraße 32

Dieses Fachwerkhaus aus dem 18. Jahrhundert ist mit Schiefer verkleidet und das Fachwerk im Erdgeschoss durch Mauerwerk ersetzt. Von sichtbarem Wert für das Ortsbild ist das alte, mit einem eigenen Dach versehene Hoftor mit Schnitzwerk an Kopfband, Sturz und Konsole. Zwischen den beiden Fenstern im Obergeschoss zur Langstraße hin befindet sich auf weißem Grund ein Hinweis auf den in diesem Haus 1774 geborenen zweiten Bischof von Limburg, Johann Wilhelm Bausch.

### Langstraße 39

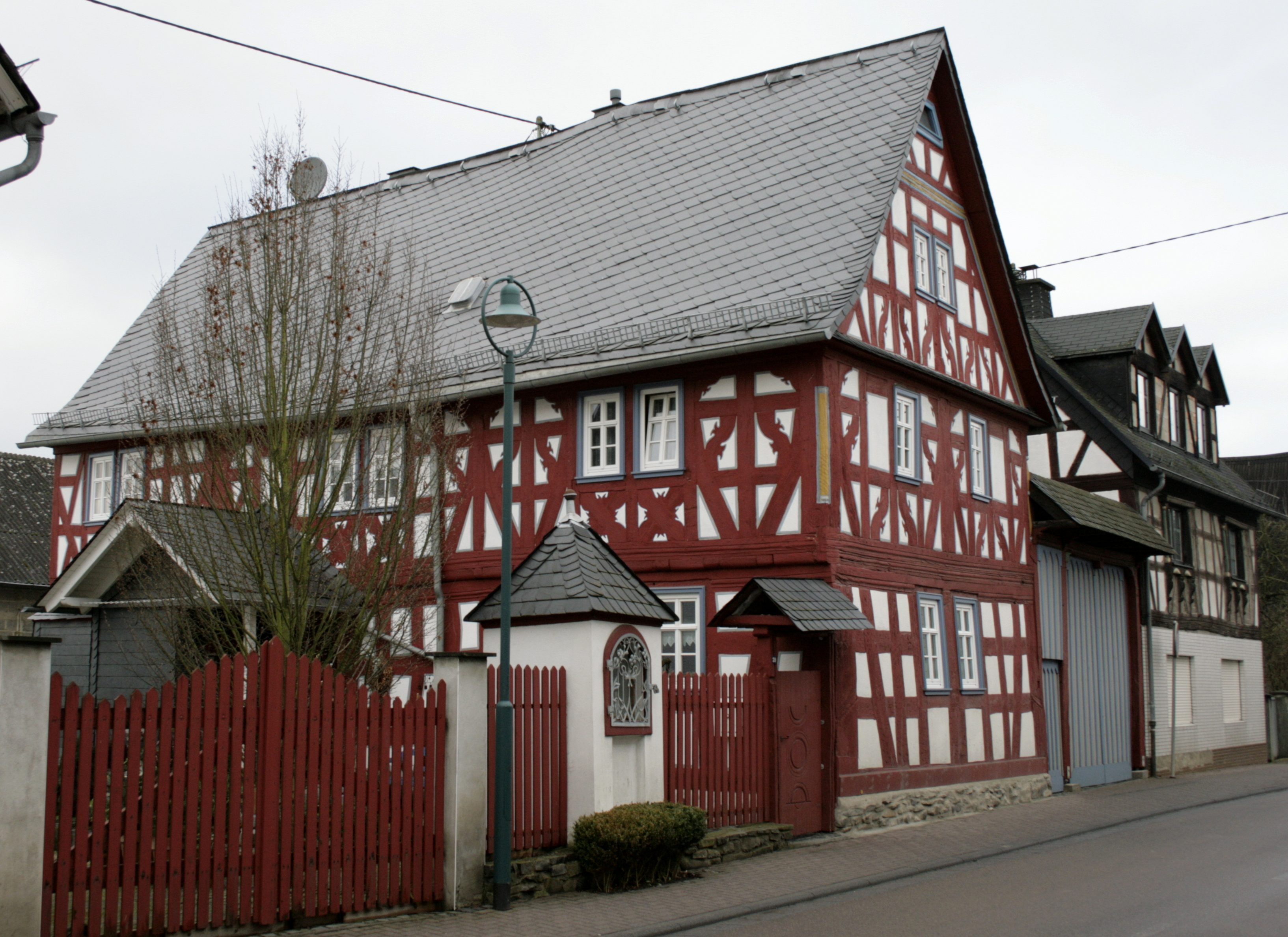
Langstraße 39

Dieses Gebäude weist das hochwertigste heute noch erhaltene Fachwerk in Steinbach auf. Mit ungewöhnlicher Deutlichkeit zeigt sich der Westerwälder Fachwerkstil mit genasten S-Streben und vielen symmetrischen Motiven. Die rückwärtige Erweiterung zeigt ein weniger kunstvolles Fachwerk mit insgesamt dünneren Balken. Von der ehemaligen Scheune ist das alte Tor erhalten, das heute als Hoftor dient. In die Hofmauer ist ein Bildstock eingefügt.

### Langstraße 43

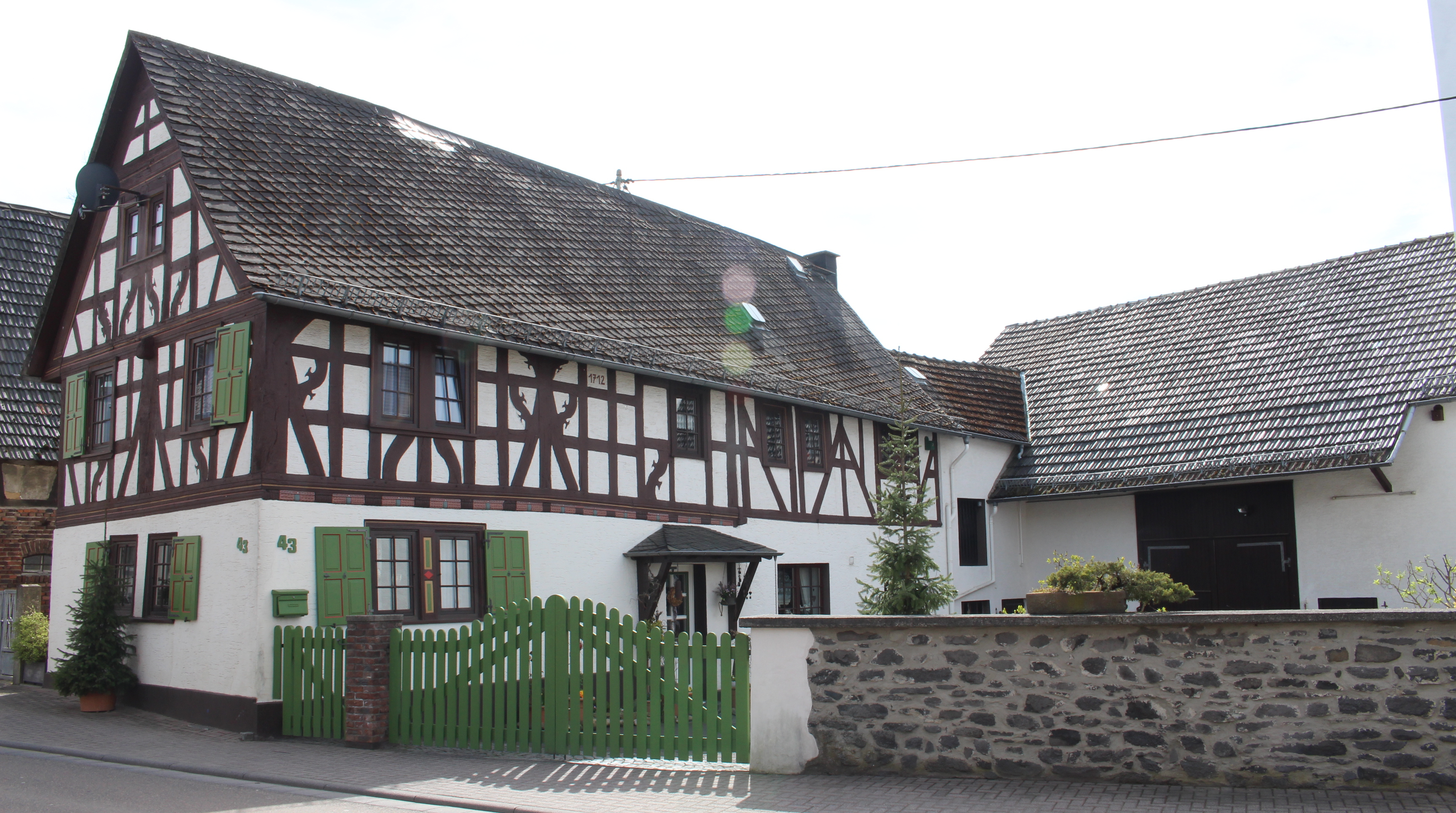
Langstraße 43

Der neuesten Datierung zufolge stammt das Haus aus dem Jahr 1712 und ähnelt stark dem Haus Nummer 39. Das Fachwerk sticht durch aufwändig gestaltete Mann-Formen und sehr ebenmäßige, fast quadratische Gefache hervor. Die Giebelbretter und Profile sind auffallend breit ausgeführt.

### Langstraße 50

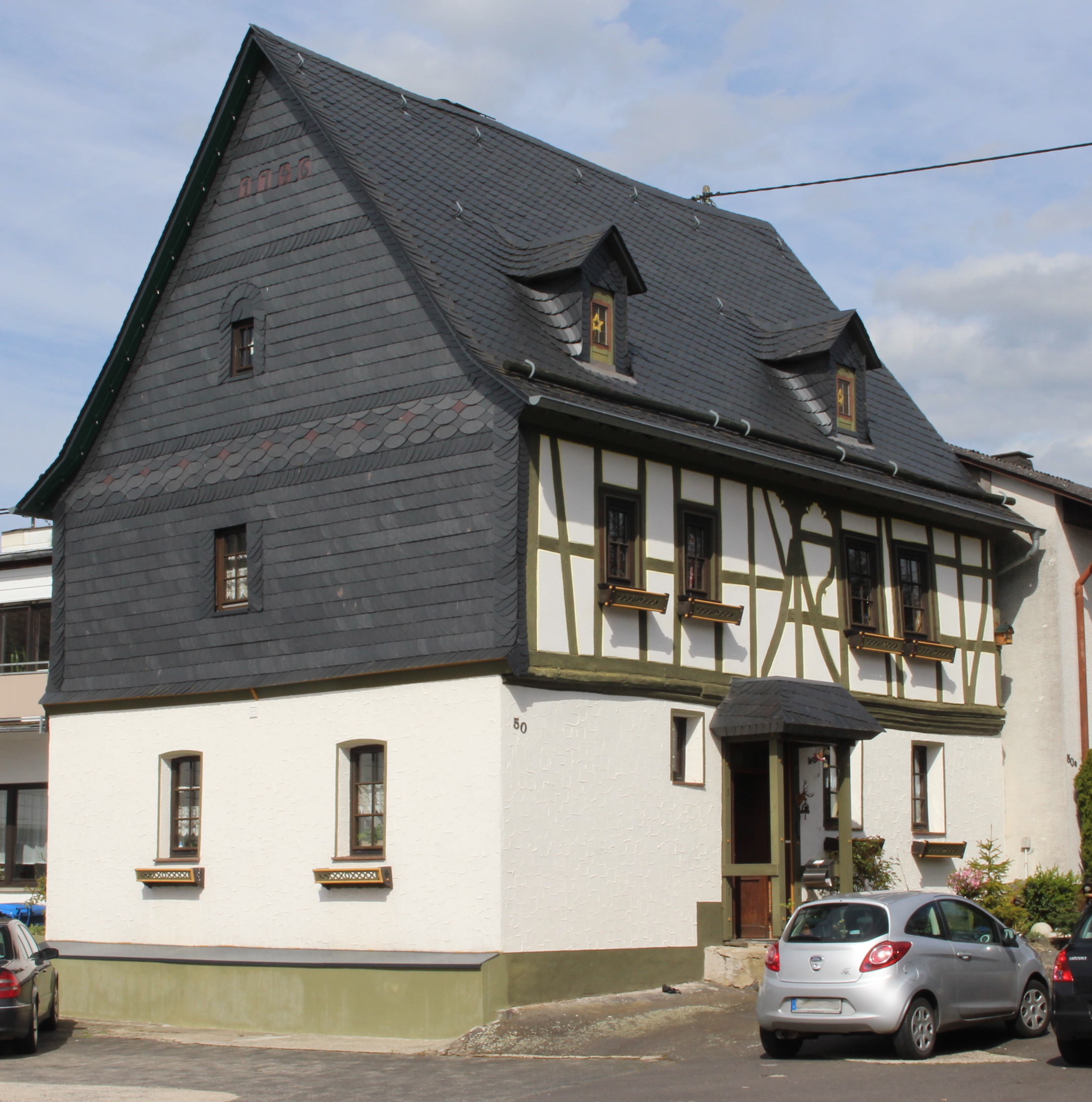
Langstraße 50

Dieses Gebäude wird auf das Jahr 1746 datiert, vor allem die mittleren Fachwerks-Segmente um die dortigen Mann-Formen herum könnten aber auch älter sein. Insgesamt haben Veränderungen des 19. Jahrhunderts einen großen Teil der relativ klaren und einfachen Fachwerk-Formen ersetzt. Die eindeutig biedermeierlich geformte Tür stammt ebenfalls aus dieser Zeit. Unter der heute verkleideten Giebelseite befindet sich ebenfalls Fachwerk.

## Wegkreuze und Bildstöcke

### Wegkreuz an der Nothelferkapelle

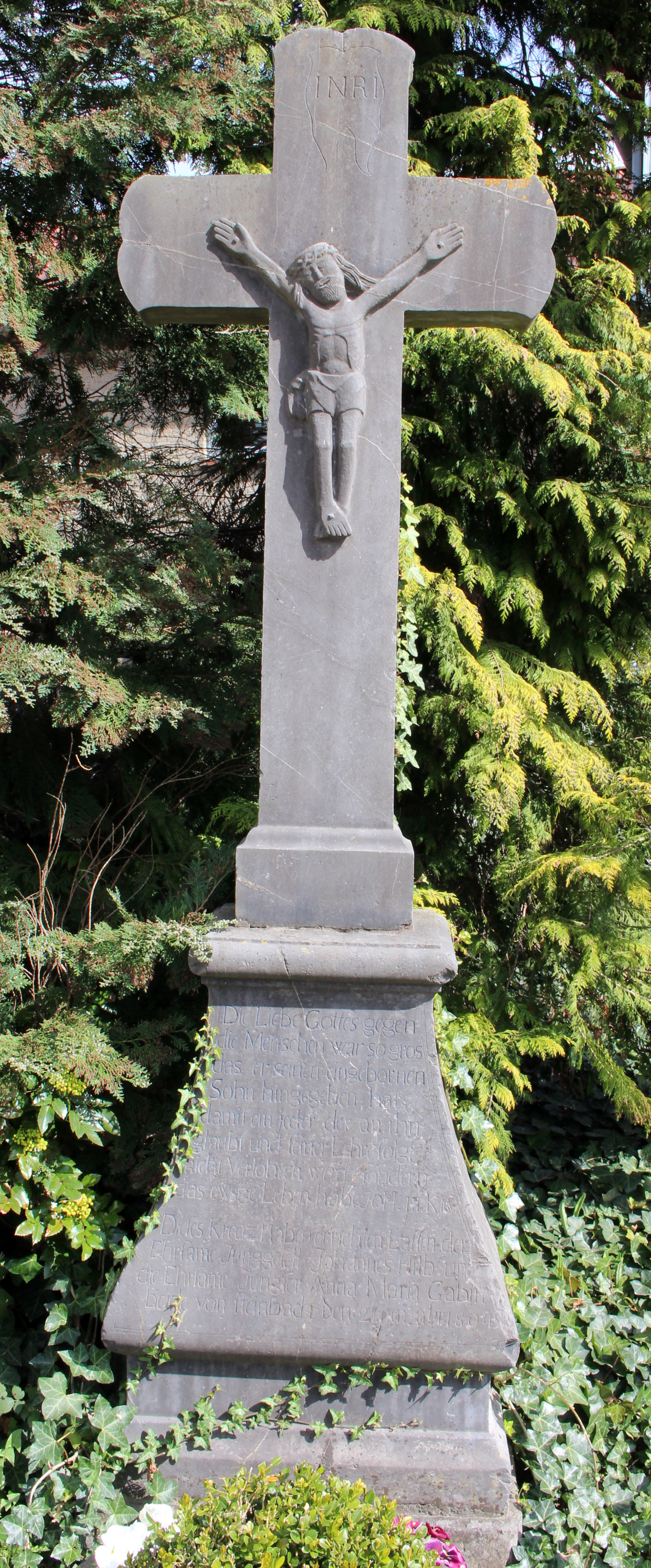
Wegkreuz an der Nothelferkapelle

Das im klassizistischen Stil gehaltene Marmorkreuz trägt einen relativ kleinen, reliefartig herausgearbeiteten Christuskorpus. Die Inschrift ist auf das Jahr 1804 datiert und nennt ein Verlobungspaar als Stifter.

### Bildstöcke an der Oberweyerer Straße
Die drei Bildstöcke an der Landstraße in Richtung Oberweyer befinden sich heute in einem zum Teil sehr schlechten Zustand. Sie bestehen aus Bruch- und Backsteinmauerwerk mit Verputz. Ihrer schlichten Form (Gurtgesimse und Rund- beziehungsweise Spitzbogen über der Votivkammer) zufolge entstanden die Bildstöcke im 19. Jahrhundert. Möglicherweise waren sie Teil eines Wallfahrt- oder Kreuzweges mit der Nothelferkapelle als Ziel.

Bildstöcke Oberweyerer Straße (aus Richtung Oberweyer)
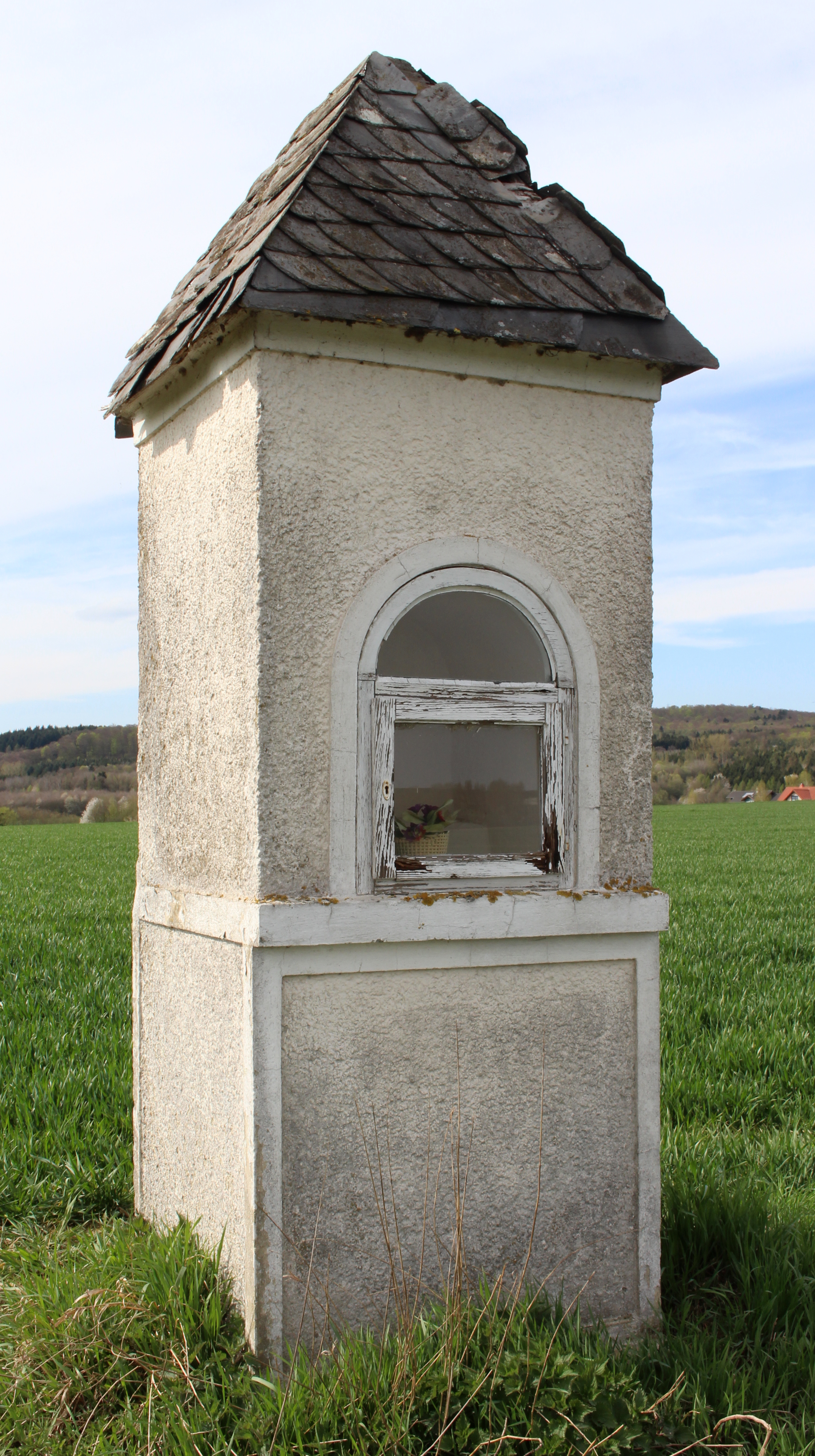
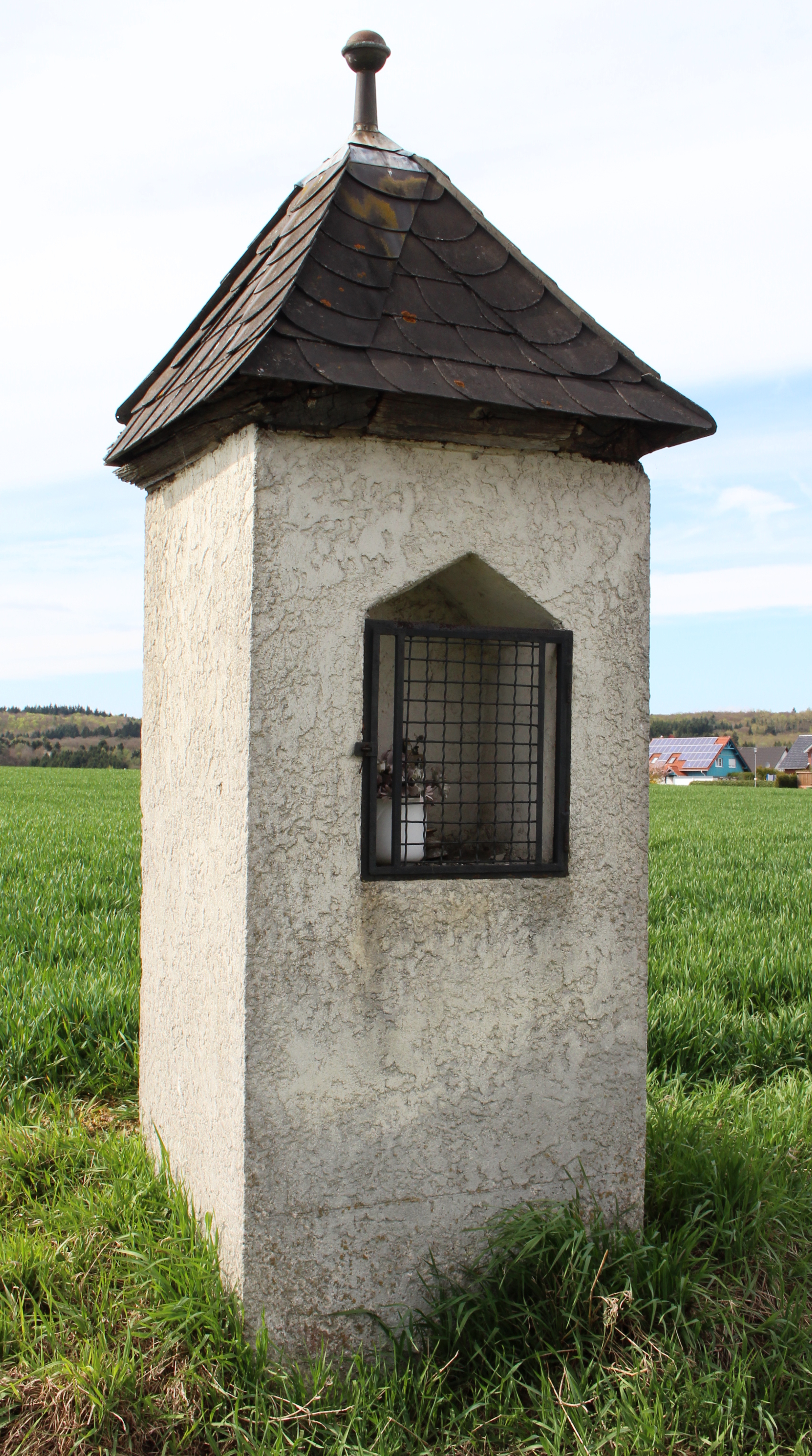
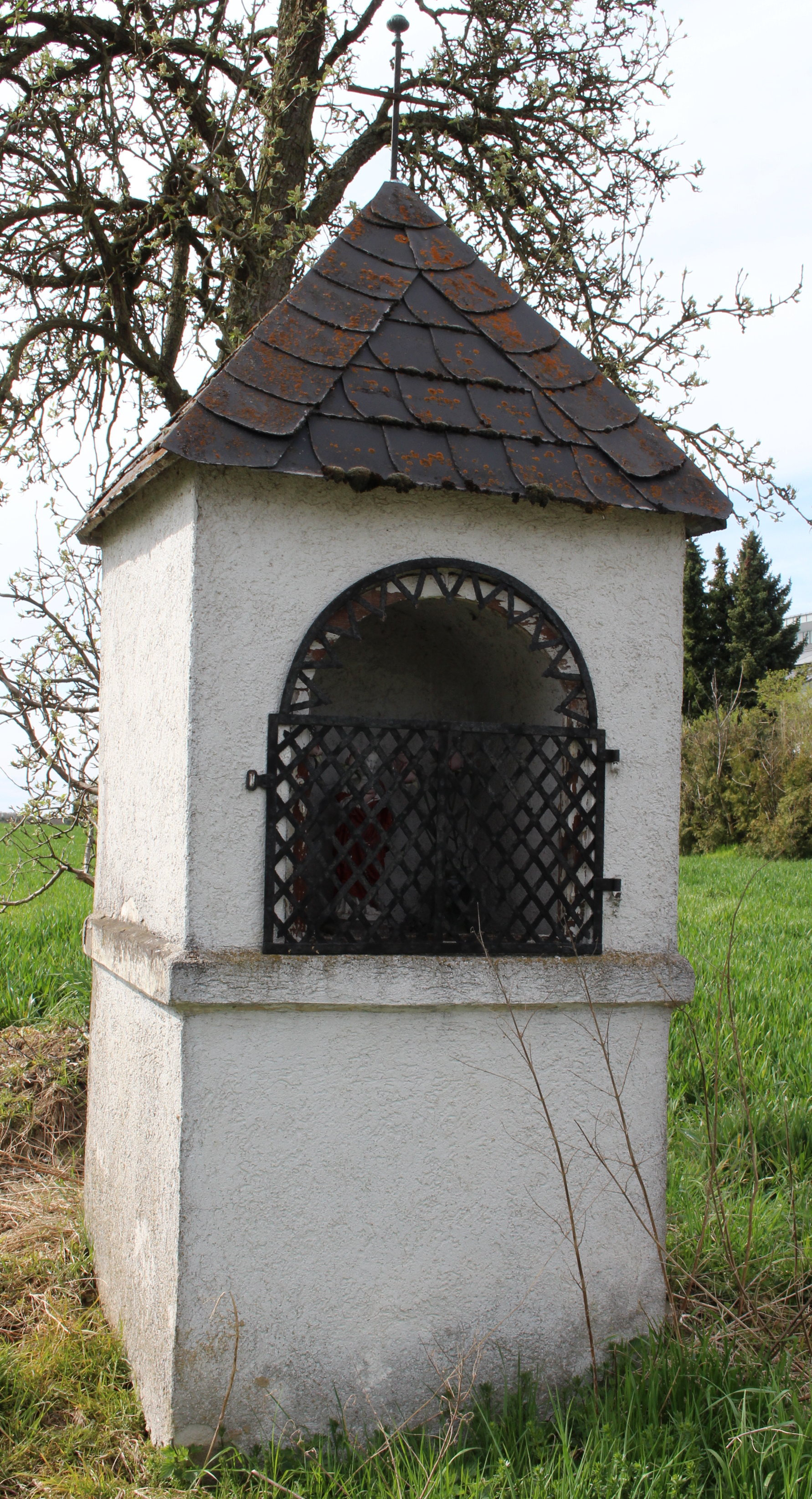